# 9628 Sendaiotsuna
9628 Sendaiotsuna eller 1993 OB2 är en asteroid i huvudbältet som upptäcktes 16 juli 1993 av den amerikanske astronomen Eleanor F. Helin vid Palomar-observatoriet. Den är uppkallad efter Sendai Otsunahiki.
Asteroiden har en diameter på ungefär 8 kilometer och den tillhör asteroidgruppen Eunomia.